# پیالس دل هیو
پیالس دل هیو دهستانی در استان آبیلای اسپانیا است.
در این دهستان ۶۷۲ نفر زندگی می‌کنند. مساحت این دهستان ۳٫۲۹ کیلومتر مربع است.